# Grand'Anse (departman)
Grand'Anse, departman u Haitima, 3,100 km.² (1,197 mi.²), 337,516 st. (2003), smješten na južnom poluotoku države na području bivšeg departmana Sud. Sredošte mu je grad Jérémie na obali Karipskog mora. Godine 2003. iz istočnog dijela departmana Grand'Anse odvojili su se arrondissementi Miragoâne i l'Anse-à-Veau iz kojih je nastao novi departman Nippes čije je središte Miragoâne. Danas se sastoji od 3 arrondissementa: Anse d’Hainault, Corail i Jérémie.